# Polytechnische Schule Telfs
Die Polytechnische Schule Telfs ist eine Polytechnische Schule (Österreich) in Telfs.

## Pädagogische Arbeit, Ausstattung und Angebote
Die Polytechnische Schule Telfs hat 4 Klassen und ca. 110 Schüler. (Stand: 2023/24)
Die Schule bietet die Fachbereiche Büro & Handel, Tourismus, GSS, Metall, Elektro, Bau & Holz an.
Im Jahr 2014 wurde die Schule mit dem Österreichischen Schulpreis ausgezeichnet.